# Santa Maria de Guissona
Santa Maria de Guissona és una església situada a la plaça Major del municipi homònim (Segarra), declarada bé cultural d'interès nacional.

## Història
S'aixeca damunt d'una primera edificació del segle v, fundada per monjos agustins. Després de la dominació musulmana, va ser reedificada al segle x, i encara es va aixecar una tercera església. consagrada el 1099 pel bisbe sant Ot d'Urgell. Santa Maria de Guissona depenia de la canònica d'Urgell, ja que el prior era sempre canonge de la Seu. Secularitzada el 1255 i definitivament el 1272, amb només sis canonges, esdevingué col·legiata secular a la fi del segle xv, perdurant fins a mitjan segle xix. El 1423 el bisbe Ferrer d'Urgell havia intentat d'establir-hi la capital de la diòcesi, però al morir jove, no va tindre temps de defensar la seva idea.
Durant els dos primers terços del segle xviii s'hi van produir diversos esfodraments, i finalment, el 1769 la volta de la capella del Roser, on es guardava el Santíssim Sagrament i on el capítol de canonges i la comunitat de beneficiats celebraven els oficis, es va desplomar. Així doncs, el Santíssim i el cor foren traslladats a la capella del Claustre, construïda tot just feia un 
segle i que, juntament amb la del Sant Crist, era la que oferia més garanties de seguretat.
El temple actual, començat el 1776 i consagrat el 1800, fou bastit per l'arquitecte Feliu Borràs, a partir d'un projecte de Marià Enric i Josep Burrià.

## Arquitectura
Hi dominen les línies neoclàssiques, malgrat que la façana presenta una composició molt barroca que recorda molt a la façana de la Universitat de Cervera. La portada de l'església és d'arc de mig punt, flanquejada amb dos columnes corínties i damunt un entaulament, en el qual s'obre una fornícula amb motllures que acull la imatge de la Verge, que està acompanyada per dos sants; damunt una finestra flanquejada per pilastres i volutes, coronada per un entaulament amb gerros als costats i un floró al centre. Aquesta estructura es mostra a manera de retaule amb aires molt barrocs. El coronament des resol amb una cornisa curvilínia més elevada a la nau central i que decau en els extrems.
L'interior és de tres naus, la central coberta amb volta de creueria i les laterals amb voltes de llunetes, sustentades per grans pilastres octogonals amb capitells corintis. Està dividida amb quatre trams, l'últim dels quals forma part del creuer. Al presbiteri hi ha en una fornícula la imatge de la Verge Maria, a la qual està dedicada l'església. En els murs laterals s'obren tres capelles per banda molt fondes, com per exemple la capella dedicada a la Verge del Claustre, patrona de Guissona o la de Sant Plàcid.

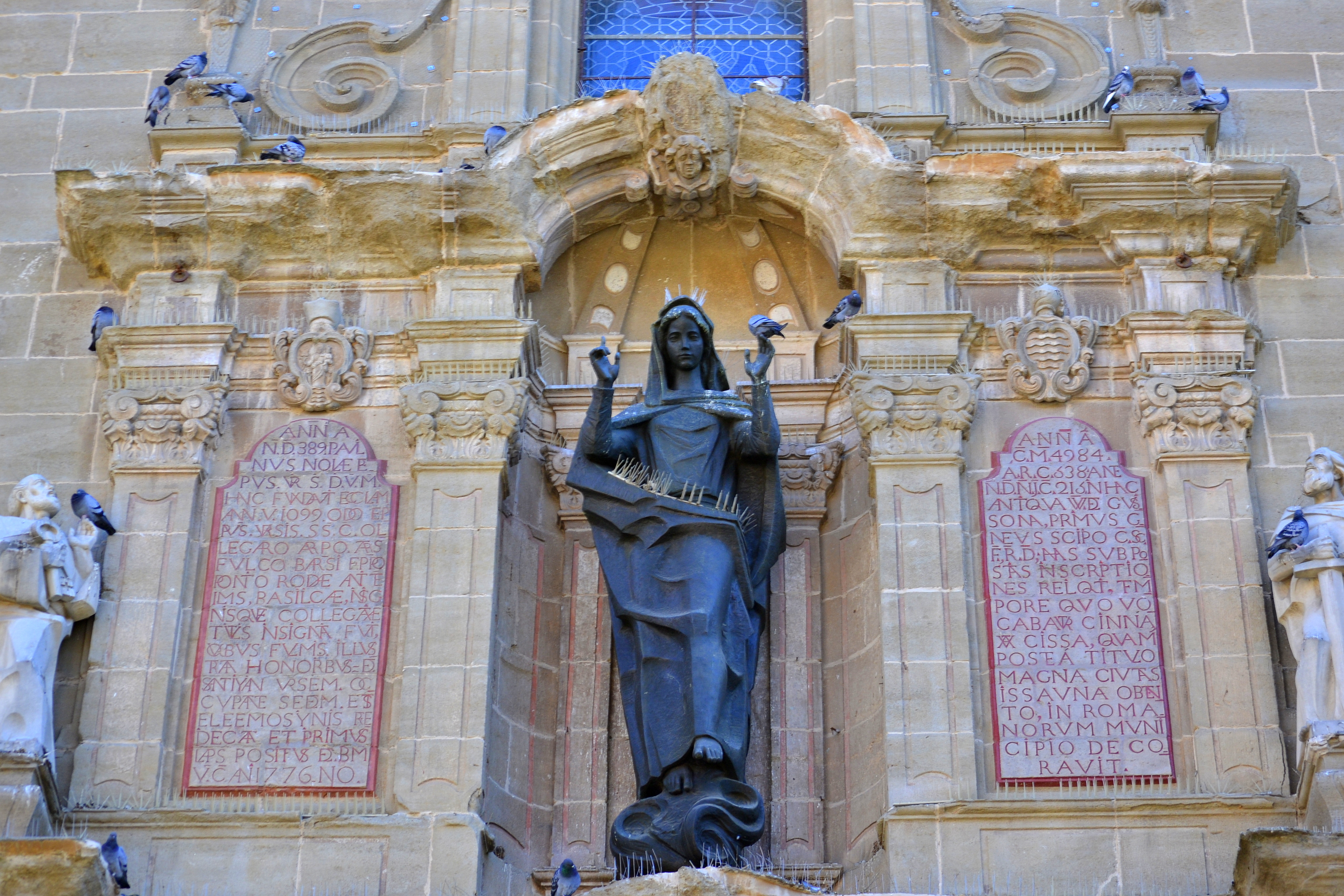
Detall de la façana

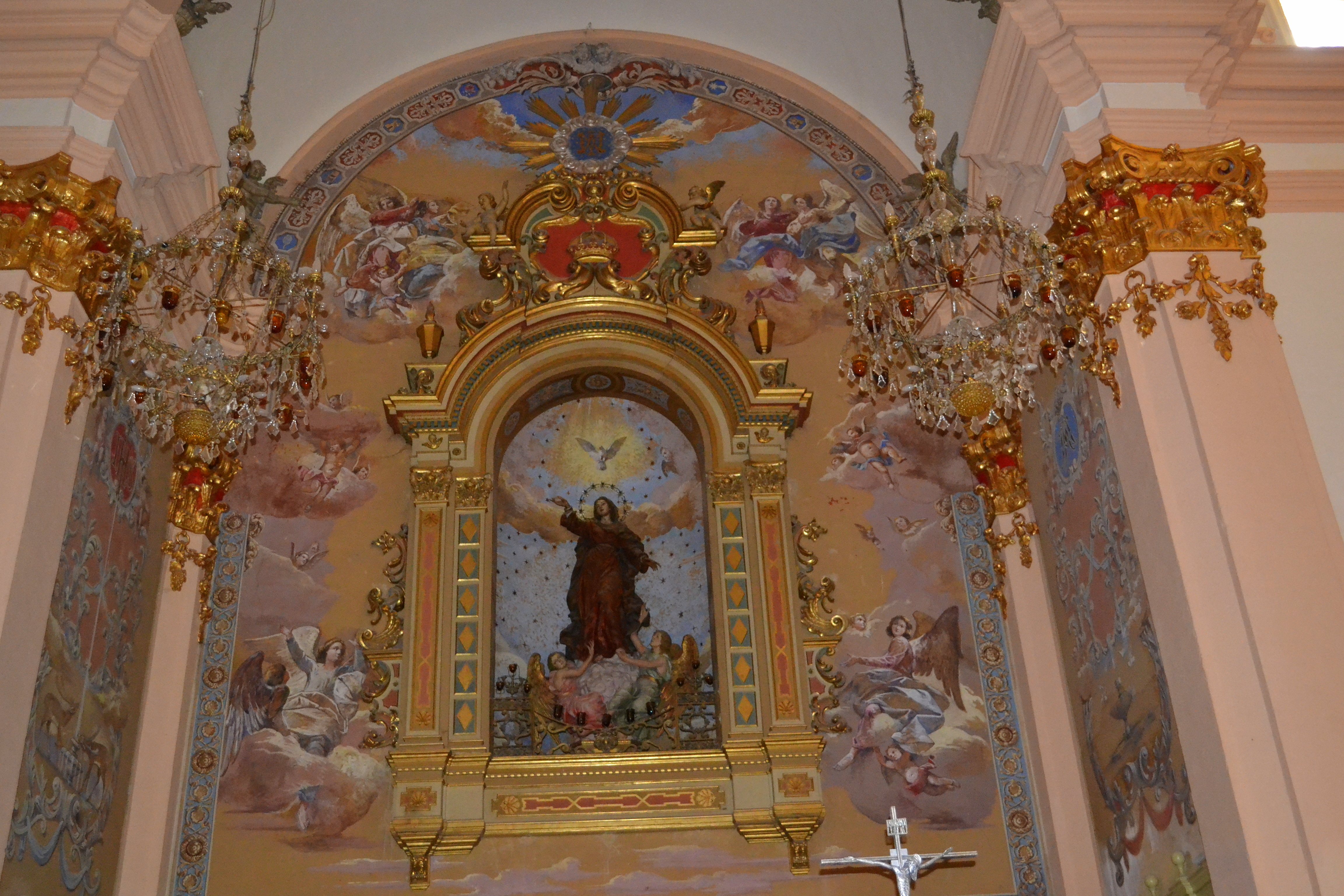
Altar major

En el mur de migjorn, la segona capella està tapiada i s'hi ubica el campanar, construït el 1688. És una torre quadrangular de grans dimensions, aixecada a base de grans carreus de pedra. Consta de tres cossos verticals que estan delimitats per línies d'imposta. Al segon cos de la torre hi ha instal·lat el rellotge i al tercer quatre finestres d'arc de mig punt amb balustrada de pedra. A la part superior hi ha una barana moderna i quatre gàrgoles amb figures antropomorfes. També hi ha un cos quadrangular a manera de llanternó construït recentment.
Tota la construcció ha estat aixecada amb grans carreus de pedra regular i l'interior està arrebossat i pintat de color salmó. A la façana posterior de l'església hi ha una figura femenina de pedra d'estil romànic. La figura presenta una forma hieràtica i rígida, està dempeus i amb les mans plegades. Sembla procedir d'un antic sarcòfag, ja que té sota el cap un coixí i porta una vestimenta religiosa. Als peus, hi consta un relleu amb dos caps de lleó o algunes petites figures molt erosionades. Al mur lateral de l'església hi ha un alt relleu que representa l'escena de l'anunciació a la Verge; es veu en un costat a l'Àngel i a l'altre la Verge separats per un gerro amb unes flors que es troba al centre. Als costats, hi apareixen les figures de dos Sants en fornícules llaurades a la pedra. Aquest conjunt sembla haver estat adossat al mur procedent d'algun sarcòfag o retaule.